# Ole Werner
Ole Werner (Preetz, 4 mei 1988) is een Duits voormalig voetballer en huidig voetbaltrainer die doorgaans speelde als verdedigende middenvelder. Tussen 2006 en 2009 was hij actief voor Holstein Kiel II en TSV Kropp. Werner werd na zijn loopbaan als voetballer trainer en tekende in juni 2025 bij RB Leipzig.

## Carrière
Werner speelde in de jeugd van Holstein Kiel en kwam voor die club ook uit in het tweede elftal. In het seizoen 2008/09 speelde hij voor TSV Kropp. Nadat hij stopte met voetballen werd hij in 2013 jeugdtrainer bij zijn oude club Holstein Kiel, waarna hij een jaar later doorgeschoven werd tot trainer van het tweede elftal. In augustus 2016 nam Karsten Neitzel ontslag als hoofdtrainer van Holstein Kiel, waarna Werner het op interimbasis overnam tot Markus Anfang de nieuwe trainer werd. In september 2019 werd hij opnieuw tijdelijk aangesteld als hoofdtrainer na het ontslag van André Schubert. Vier wedstrijden later besloot de clubleiding hem een vaste aanstelling te geven voor het eerste elftal. In zijn eerste seizoen eindigde hij met zijn team als elfde. Het seizoen erop haalde hij met Holstein de play-offs voor promotie, maar daarin was 1. FC Köln te sterk.
In september 2021 nam Werner ontslag na zeven speelrondes, op welk moment de club op de vijftiende plek bivakkeerde. Ruim twee maanden later nam hij de functie van hoofdtrainer bij competitiegenoot Werder Bremen over, waar Markus Anfang ontslag had genomen. Hier wist hij Werder van de tiende plek naar de tweede te brengen, waardoor directe promotie naar de Bundesliga werd behaald. In zijn eerste seizoen op dat niveau eindigde Werner met Werder op de dertiende plaats. Na een negende en achtste plek vetrok Werner in mei 2025 in onderling overleg. Hij had aangekondigd zijn in 2026 aflopende contract niet te verlengen, waarop club en trainer besloten per direct uit elkaar te gaan.
Een maand nadat hij vertrokken was bij Werder Bremen vond Werner een nieuwe club. RB Leipzig contracteerde hem als opvolger van interim-trainer Zsolt Lőw na het eerdere ontslag van Marco Rose. Werner tekende een contract voor twee seizoenen bij zijn nieuwe werkgever.